# Issarlés
Issarlès és un municipi francès situat al departament de l'Ardecha i a la regió d'Alvèrnia-Roine-Alps. L'any 2007 tenia 164 habitants.

## Demografia

### Població
El 2007 la població de fet d'Issarlès era de 164 persones. Hi havia 84 famílies de les quals 32 eren unipersonals (20 homes vivint sols i 12 dones vivint soles), 16 parelles sense fills, 12 parelles amb fills i 24 famílies monoparentals amb fills.
La població ha evolucionat segons el següent gràfic:
Habitants censats

### Habitatges
El 2007 hi havia 220 habitatges, 80 eren l'habitatge principal de la família, 130 eren segones residències i 10 estaven desocupats. 189 eren cases i 30 eren apartaments. Dels 80 habitatges principals, 63 estaven ocupats pels seus propietaris, 11 estaven llogats i ocupats pels llogaters i 6 estaven cedits a títol gratuït; 1 tenia una cambra, 9 en tenien dues, 10 en tenien tres, 27 en tenien quatre i 33 en tenien cinc o més. 64 habitatges disposaven pel capbaix d'una plaça de pàrquing. A 37 habitatges hi havia un automòbil i a 26 n'hi havia dos o més.

### Piràmide de població
La piràmide de població per edats i sexe el 2009 era:
| Homes | Edats   | Dones |
| ----- | ------- | ----- |
| 0     | 95 o +  | 0     |
| 0     | 90 a 94 | 0     |
| 8     | 85 a 89 | 4     |
| 0     | 80 a 84 | 4     |
| 20    | 75 a 79 | 16    |
| 4     | 70 a 74 | 16    |
| 8     | 65 a 69 | 8     |
| 0     | 60 a 64 | 0     |
| 0     | 55 a 59 | 4     |
| 4     | 50 a 54 | 0     |
| 16    | 45 a 49 | 4     |
| 12    | 40 a 44 | 4     |
| 12    | 35 a 39 | 0     |
| 4     | 30 a 34 | 4     |
| 4     | 25 a 29 | 4     |
| 0     | 20 a 24 | 0     |
| 0     | 15 a 19 | 8     |
| 0     | 10 a 14 | 0     |
| 0     | 5 a 9   | 0     |
| 4     | 0 a 4   | 0     |

## Economia
El 2007 la població en edat de treballar era de 95 persones, 53 eren actives i 42 eren inactives. De les 53 persones actives 49 estaven ocupades (37 homes i 12 dones) i 4 estaven aturades (2 homes i 2 dones). De les 42 persones inactives 18 estaven jubilades, 6 estaven estudiant i 18 estaven classificades com a «altres inactius».

### Ingressos
El 2009 a Issarlès hi havia 77 unitats fiscals que integraven 152 persones, la mediana anual d'ingressos fiscals per persona era de 12.383,5 €.

### Activitats econòmiques
Dels 8 establiments que hi havia el 2007, 1 era d'una empresa alimentària, 2 d'empreses de fabricació d'altres productes industrials, 1 d'una empresa de construcció, 2 d'empreses d'hostatgeria i restauració, 1 d'una empresa immobiliària i 1 d'una empresa de serveis.
L'únic servei als particulars que hi havia el 2009 era una lampisteria.
L'únic establiment comercial que hi havia el 2009 era una fleca.
L'any 2000 a Issarlès hi havia 16 explotacions agrícoles que ocupaven un total de 528 hectàrees.

## Poblacions més properes
El següent diagrama mostra les poblacions més properes.